# Spodnje Kraše
Spodnje Kraše je naselje u slovenskoj Općini Nazarju. Spodnje Kraše se nalazi u pokrajini Štajerskoj i statističkoj regiji Savinjskoj. 

## Stanovništvo
Prema popisu stanovništva iz 2002. godine naselje je imalo 150 stanovnika.